# Nössjö
Nössjö är en sjö i Dals-Eds kommun i Dalsland och ingår i Göta älvs huvudavrinningsområde. Sjön är 8 meter djup, har en yta på 0,597 kvadratkilometer och befinner sig 122,4 meter över havet. Sjön avvattnas av vattendraget Nolbyälven.

## Delavrinningsområde
Nössjö ingår i det delavrinningsområde (656426-127053) som SMHI kallar för Utloppet av Nössjö. Medelhöjden är 146 meter över havet och ytan är 5,01 kvadratkilometer. Räknas de 8 avrinningsområdena uppströms in blir den ackumulerade arean 20,42 kvadratkilometer. Nolbyälven som avvattnar avrinningsområdet har biflödesordning 4, vilket innebär att vattnet flödar genom totalt 4 vattendrag innan det når havet efter 282 kilometer. Avrinningsområdet består mestadels av skog (66 procent) och öppen mark (12 procent). Avrinningsområdet har 0,68 kvadratkilometer vattenytor vilket ger det en sjöprocent på 13,5 procent.